# 帕特里克·勒諾特
帕特里克·勒諾特（法語：Patrick Lenôtre，法語發音：[patʁik lənotʁ]；1950年—），是出生於法國的法式料理廚師和糕點師。

## 生平
著名糕點師加斯東·勒諾特是帕特里克·勒諾特的叔叔，因此一路跟隨叔叔的腳步，前後曾在穆然磨坊、Pré Catelan、Pavillon Élysée等餐廳擔任主廚，經過這些歷練之後，1980年末帕特里克·勒諾特用自己的名字開設一家餐廳。
1990年他是尚蒂伊渡假莊園（法語：Domaine de Chantilly）的烹飪技術總監，同時也是幾個大企業的顧問：
- Saint Louis Sucre 糖業
- Liebig 罐頭品牌
- 賽諾菲藥廠

帕特里克·勒諾特也曾經為前美國總統喬治·布希準備宴席。
目前帕特里克·勒諾特在德克薩斯州休斯頓擔任家族事業：勒諾特烹飪學院（CULINARY INSTITUTE LENOTRE）的技術總監。

## 受獎
- 藝術與文學勳章
- 農業功勳勳章

## 相關連結
- 勒諾特烹飪學院官方網站 （页面存档备份，存于）